# 王逢元 (萬曆進士)
王逢元（？—1631年），號季培，河南歸德府睢州人，明朝政治人物。同进士出身。

## 生平
王逢元于萬曆四十六年（1618年）戊午科中河南鄉試第六十三名舉人，四十七年（1619年）中式己未科三甲第九名进士。工部觀政，授行人，天啓五年考选，授刑部主事，六年調户部廣西司主事，本年升员外郎，升郎中，出任福建邵武府知府一职。寬平坦易，潔己愛人，上任不到一年，奸弊肅清，士民愛戴。崇祯元年（1628年）调直隸河间府。离开邵武之日，士民攀留，在府學尊經閣为其立祠。清康熙初入名宦祠。崇祯三年升山西冀北道副使，四年卒于任。

## 家族
曾祖王朝，典膳。祖父王宗尧，监生。父王文，儒官。